# Teddy Kollek
Theodor "Teddy" Kollek (en hebreo: טדי קולק‎; Nagyvázsony, Austria-Hungría, 27 de mayo de 1911-Jerusalén, 2 de enero de 2007) fue un político israelí y alcalde de Jerusalén entre 1965 y 1993.

## Nacimiento y formación
Theodor Kollek nació el 27 de mayo de 1911 en el seno de una familia judía en Nagyvázsony, cerca de Budapest, actualmente Hungría y por aquel entonces parte del Imperio austrohúngaro. Sus padres eran Alfred Kollek y Margaret Kollek (Fleischer). La elección de Theodor como nombre del pequeño no fue casual, Alfred era un convencido y entusiasta sionista y dio a su hijo ese nombre en honor de Theodor Herzl, fundador de dicho movimiento político judío. Al poco de nacer Theodor la familia se mudó a Viena, donde crecería el joven Theodor. En 1935, tres años antes del Anschluss de Austria por parte de los nazis, la familia Kollek emigró a Palestina, región que por aquel entonces se encontraba bajo mandato británico. Theodor, que compartía la ideología sionista de su padre, contribuyó de manera muy activa a la colonización judía de Palestina. En 1937 fue cofundador del kibutz Ein Gev, cerca del Mar de Galilea. Aquel mismo año se casó con Tamar Schwarz, con la que tendría dos hijos; Amos, un conocido escritor y cineasta israelí, y Osnat.

## Activismo político
Durante la Segunda Guerra Mundial, Kollek representó los intereses judíos en Europa como militante de la Haganá. Como acción más destacada y al poco de estallar la guerra, fue capaz de convencer a Adolf Eichmann, por aquel entonces interlocutor de la Alemania Nazi con el movimiento sionista, de que liberara a 3.000 jóvenes judíos de los campos de concentración y los transfiriera a Inglaterra. Una vez acaba la guerra tomó parte activa en la organización de las redes de inmigración ilegal a Palestina de los supervivientes del Holocausto. Durante esos años se convirtió en un fiel colaborador del líder sionista laborista David Ben Gurión. Tras la independencia de Israel trabajó para el primer ministro Ben Gurión entre 1952 y 1965, como director de su gabinete de jefe de gobierno. 

## Alcalde de Jerusalén

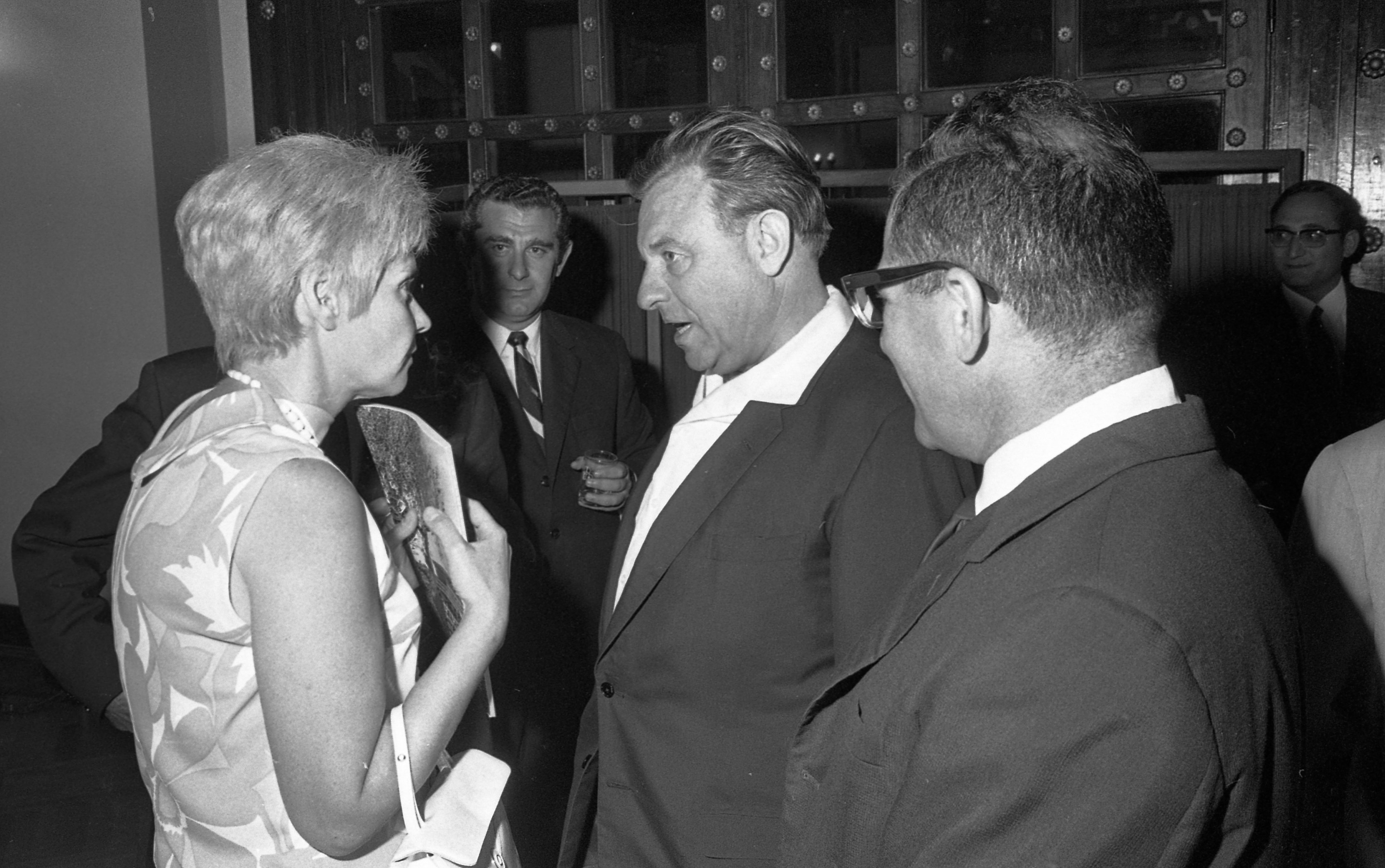
Kollek, 1969

En 1965 Kollek sucedió a Mordechai Ish-Salom como alcalde de Jerusalén. Fue elegido como candidato del partido Rafi, promovido por el ex primer ministro David Ben Gurion. En las posteriores elecciones concurriría como candidato del Partido Laborista de Israel, tras la reunificación del Rafi con el resto del laborismo en 1968. Estuvo durante seis mandatos en el cargo - un total de 28 años -, siendo reelegido en 1969, 1973, 1978, 1983 y 1989. En 1993 Kollek, de 82 años de edad, luchó por su sexta reelección en el cargo, pero fue derrotado por el candidato del Likud y futuro primer ministro de Israel, Ehud Ólmert, dejando la alcaldía y la política activa.
En Israel está generalmente aceptado que el largo mandato de Kollek como alcalde de Jerusalén transformó la ciudad de forma definitiva en una urbe moderna. El desarrollo urbano y cultural que promovió en la ciudad hizo que algunos de sus vecinos llegaran a calificarlo como el moderno rey Herodes. Entre otras instituciones fundó el Museo Nacional de Israel y el Teatro Municipal de Jerusalén.
Como hecho más significativo durante su mandato, se produjo la reunificación de Jerusalén bajo soberanía israelí, tras la conquista en junio de 1967 durante la Guerra de los Seis Días de Jerusalén Este, sector oriental de la ciudad bajo control árabe hasta entonces. Jerusalén Este fue anexionada de facto al municipio de Jerusalén. Kollek desde su cargo de alcalde trató de mantener una relación armónica con la población árabe de Jerusalén Este, intentando evitar conflictos entre la comunidad judía y árabe de la ciudad. Cuando el Knesset declaró en 1980 Jerusalén como capital eterna e indivisible del Estado de Israel, la de Kollek fue una de las voces críticas que se alzaron dentro de Israel en contra de dicha decisión, que consideraba peligrosa para el mantenimiento de la convivencia dentro del municipio. Su talante humanista y su firme intención de no discriminar a la población árabe de Jerusalén le valieron reconocimiento internacional.

## Galardones y distinciones
En 1988 recibió el Premio Israel, máxima distinción del Estado de Israel. Otros galardones y distinciones que ha recibido son el Premio de la Paz del Comercio Librero Alemán en 1985, el Premio Moses-Mendelssohn, el título de caballero asociado de la Orden de San Juan y el título de doctor honoris causa por la Universidad del Neguev. En 2001 fue nombrado ciudadano de honor de Viena, ciudad en la que vivió durante su infancia y juventud.
El principal estadio de Jerusalén, donde juega como local el equipo de fútbol Beitar Jerusalén recibe el nombre de Estadio Teddy Kollek en su honor.
- Datos: Q302203
- Multimedia: Teddy Kollek / Q302203